# 玉川田園調布
玉川田園調布（たまがわでんえんちょうふ）は、東京都世田谷区の町名。現行行政地名は玉川田園調布一丁目および玉川田園調布二丁目。住居表示実施済区域。玉川地域に属する。

## 地理
世田谷区南部の玉川地域に属する。北に奥沢、東に東玉川、南に大田区田園調布、西に尾山台と接する。面積は0.300平方キロメートル。
西半分は玉川浄水場および田園調布雙葉小学校とその付属幼稚園の敷地が占める。東西に環八通り（東京都道311号環状八号線）が走り、町域東部を東急電鉄東横線・目黒線が走る。
東京都都市整備局が2022年に発表した地震に対する総合危険度の町丁別評価では、玉川田園調布一丁目・二丁目いずれも、5段階評価のうち相対的に最も安全とされる「レベル1」となった。

### 地価
住宅地の地価は、2025年（令和7年）1月1日の公示地価によれば、玉川田園調布2-8-15の地点で76万3000円/m2となっている。

## 歴史
この区域は江戸期以前は荏原郡等々力村の飛地及び同奥沢村の一部であった。1889年（明治22年）の町村制の施行に伴い、等々力村・奥沢村は尾山・下野毛・上野毛・野良田・用賀・瀬田の6ヶ村と合併し、玉川村となった。1932年（昭和7年）、世田谷区の成立に伴い、荏原郡玉川村大字等々力飛地字六本松が玉川田園調布1丁目に、玉川村大字奥沢字五斗免が玉川田園調布2丁目になる。隣接する大森区（現：大田区）の田園調布4ヶ町とともに田園都市住宅地として整備されたが、開発当初、1925年の『田園都市株式会社経営 多摩川臺住宅地平面図』では造成されているものの、住宅地の区画としてはほとんど割り当てられていない。1970年、住居表示の実施に伴って町境の変更を行い、玉川等々力町の一部を編入し、玉川田園調布の一部を尾山台1丁目・奥沢4-5丁目の各部とした。また、この際に環八通りを1丁目と2丁目の境界とし、環八以南を1丁目、環八以北を2丁目とした。

### 地名の由来
世田谷区成立の際、旧玉川村区域に冠称された「玉川」に田園都市住宅地の名称「田園調布」を繋げている。

### 住居表示実施前後の町名の変遷
| 実施後             | 実施年月日   | 実施前（各町名ともその一部）                     |
| ------------------ | ------------ | ------------------------------------------------ |
| 玉川田園調布一丁目 | 1970年3月1日 | 玉川田園調布1、玉川田園調布2、玉川尾山町の各一部 |
| 玉川田園調布二丁目 | 1970年3月1日 | 玉川田園調布2、玉川奥沢町2、玉川奥沢町3の各一部  |

## 世帯数と人口
2025年（令和7年）1月1日現在（世田谷区発表）の世帯数と人口は以下の通りである。
| 丁目               | 世帯数    | 人口    |
| ------------------ | --------- | ------- |
| 玉川田園調布一丁目 | 528世帯   | 1,129人 |
| 玉川田園調布二丁目 | 664世帯   | 1,275人 |
| 計                 | 1,192世帯 | 2,404人 |

### 人口の変遷
国勢調査による人口の推移。
| 年                 | 人口  |
| ------------------ | ----- |
| 1995年（平成7年）  | 2,062 |
| 2000年（平成12年） | 2,145 |
| 2005年（平成17年） | 2,141 |
| 2010年（平成22年） | 2,273 |
| 2015年（平成27年） | 2,246 |
| 2020年（令和2年）  | 2,371 |

### 世帯数の変遷
国勢調査による世帯数の推移。
| 年                 | 世帯数 |
| ------------------ | ------ |
| 1995年（平成7年）  | 846    |
| 2000年（平成12年） | 939    |
| 2005年（平成17年） | 947    |
| 2010年（平成22年） | 1,061  |
| 2015年（平成27年） | 1,043  |
| 2020年（令和2年）  | 1,138  |

## 学区
区立小・中学校に通う場合、学区は以下の通りとなる（2024年8月現在）。
| 丁目               | 番地     | 小学校                 | 中学校               |
| ------------------ | -------- | ---------------------- | -------------------- |
| 玉川田園調布一丁目 | 19～21番 | 世田谷区立九品仏小学校 | 世田谷区立八幡中学校 |
| 玉川田園調布一丁目 | 1〜18番  | 世田谷区立八幡小学校   | 世田谷区立八幡中学校 |
| 玉川田園調布二丁目 | 全域     | 世田谷区立八幡小学校   | 世田谷区立八幡中学校 |

## 交通

### 鉄道
- 東急電鉄東横線・目黒線 - 地内に駅は設置されていないが、田園調布駅が利用できる。また北端部からは大井町線九品仏駅、東横線・大井町線自由が丘駅も利用できる。

### バス
- 東急バス - 玉川田園調布停留所（<渋11>系統 田園調布駅⇔渋谷駅）、浄水場前停留所（<園01>系統 田園調布駅⇔千歳船橋）が設置されている。

### 道路
- 東京都道311号環状八号線（環八通り）

## 事業所
2021年（令和3年）現在の経済センサス調査による事業所数と従業員数は以下の通りである。
| 丁目               | 事業所数 | 従業員数 |
| ------------------ | -------- | -------- |
| 玉川田園調布一丁目 | 44事業所 | 327人    |
| 玉川田園調布二丁目 | 46事業所 | 605人    |
| 計                 | 90事業所 | 932人    |

### 事業者数の変遷
経済センサスによる事業所数の推移。
| 年                 | 事業者数 |
| ------------------ | -------- |
| 2016年（平成28年） | 75       |
| 2021年（令和3年）  | 90       |

### 従業員数の変遷
経済センサスによる従業員数の推移。
| 年                 | 従業員数 |
| ------------------ | -------- |
| 2016年（平成28年） | 669      |
| 2021年（令和3年）  | 932      |

## 施設

### 公共
- 玉川浄水場 - 原水悪化から水道事業としては休止中であり、工業用水道事業用として三園浄水場に送水を行っている[18]。
  - 東京都水道局研修・開発センター
  - 東京都水道局玉川給水所

### 教育
- 学校法人田園調布雙葉学園
  - 田園調布雙葉中学校・高等学校
  - 田園調布雙葉小学校
  - 田園調布雙葉小学校附属幼稚園
- 世田谷区立八幡小学校
- ローラスインターナショナルスクール 田園調布スクール

### 寺社・教会
- 幼きイエス会（英語版）ガリラヤ修道院 - 隣接する田園調布雙葉小学校の設立母体による施設。
- 天理教本成分教会

## その他

### 日本郵便
- 郵便番号 : 158-0085[2]（集配局 : 玉川郵便局[19]）。